# Lucky People Center
Lucky People Center is een Zweeds film- en muziekcollectief. De groep trad op tijdens Lowlands 1996.
De groep maakte elektronische dansmuziek met samples en bijbehorende videoclips. De film Information is free uit 1994 bevat videoclips behorende bij de nummers It's Still Cloudy In Saudi-Arabia (1991), Rodney King (1992, naar aanleiding van de video over Rodney King en de rellen die dit teweegbracht) en Ubuuntu, waarin Desmond Tutu de filosofie van Ubuntu verklaart. Deze nummers staan tevens op het album Welcome To Lucky People Center uit 1993. De film Lucky People Center International uit 1999 bevat interviews met onder andere pornoactrice Annie Sprinkle, Zulu Nationleider Cashus D, een voodoopriesteres en een Tibetaanse lama. Ook deze film is in feite een lange videoclip.

## Discografie
- 1993 - Welcome To Lucky People Center (Album)
- 1995 - Interspecies Communication (Album)
- 1995 - Sundance (MCD)
- 1996 - To the space (MCD)
- 1999 - Interference (Album)
- 1999 - International (Album)

## Filmografie
- 1994: Information is free
- 1999: Lucky People Center International (heruitgebracht in 2006)